# الربوع (كعيدنة)

تعديل مصدري - تعديل

الربوع هي إحدى قرى عزلة بني نشر بمديرية كعيدنة التابعة لمحافظة حجة، بلغ تعداد سكانها 180 نسمة حسب تعداد اليمن لعام 2004.